# 格林诺奇航空
格林诺奇航空（Glenorchy Air）主营观景飞行与私人飞机租赁业务，总部设立于新西兰南岛的观光胜地皇后镇。 该公司最早于1992年由Janet Rutherford与   Robert Rutherford 夫妇所成立。起初，公司仅仅拥有一架 Cessna 185飞机，但随着公司的不断壮大，第二架飞机，一架Piper Cherokee Six 300, 于1996年被正式引进使用，目前尚在服役中。Cessna 185 在2003年被卖出，并被一架全新的Gippsland Aeronautics GA8 Airvan取而代之。最近，公司还引进了相同型号的第二架飞机。

## 服务项目
格伦诺奇航空公司 Glenorchy Air 主营在新西兰皇后镇与米尔福德湾之间的观景飞行。  此外，还涉及在库克山与福克斯冰川两地之间的观景飞行。飞机往返于坐落在新西兰的格伦诺奇与丹尼丁的Taiaroa Head，游客可以自行选择始发地与目的地，公司同时接受飞机的租赁业务。
在冬季，公司还会推出飞往Treble Cone的相关航班。
该观景航空公司自成立以来以其周到的服务与独到的业务，为游客创造了精彩的空中体验，并广受世界各地客户的好评。

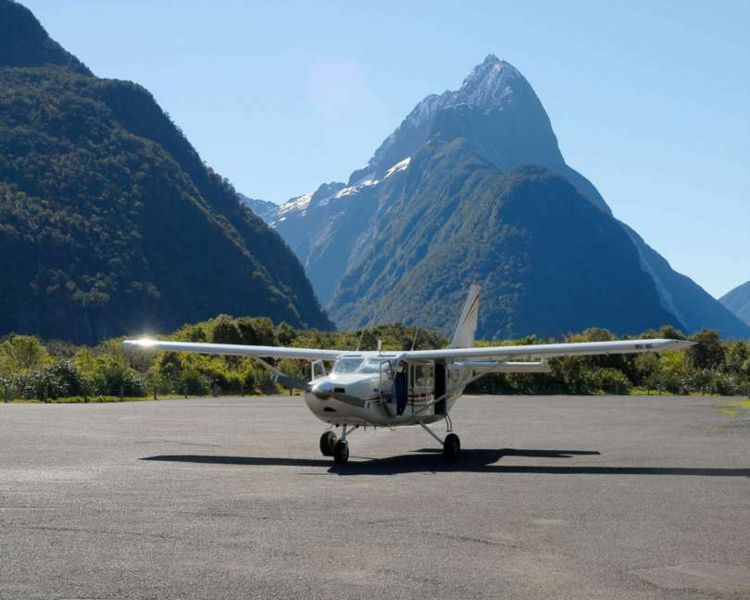
格伦诺奇航空公司的 Gippsland Aeronautics GA 8 Airvan 飞机在米尔福德湾着陆

## 协助电影魔戒拍摄
格伦诺奇航空公司Glenorchy Air 在1999年参与了著名电影魔戒三部曲系列的拍摄。该公司利用飞行业务协助了魔戒系列剧组人员，拍摄设备在新西兰南岛的运输工作。这其中就包括了帮助该系列电影制片人Barrie Osbourne 在新西兰的Paradise, Poolburn and Ben Ohau等地的取景飞行任务。 现如今，格伦诺奇航空公司Glenorchy Air 仍然为世界各地的游客推出以电影《魔戒》三部曲取景地点为要素的相关观景旅行服务

## 燃油效率研究贡献
在2010年，格伦诺奇航空公司协同其他新西兰主流飞行业务公司，共同参加了一项关于飞机最佳燃油效率的研究。该项目由新西兰旅游部与能源部共同领导，意在提高新西兰飞机的节能效率。格伦诺奇航空公司的飞机通过先进设备已经可以测算其每小时飞行的耗油量，此外，在GPS的帮助下，飞行员还会得知最佳的飞行高度，从而更好地为飞机节能。

## 航班编制
| 飞机型号      | 数量 |
| ------------- | ---- |
| Gippsland GA8 | 2    |
| Cessna 172    | 1    |

## 相关内容
米尔福德湾机场

## 相关链接
1. ↑  Fairfax NZ News. . Southland Times. 5 June 2008  [29 December 2012]. （原始内容存档于2015-09-24）.
2. ↑  . Otago Daily Times. 13 Aug 2013  [6 December 2013]. （原始内容存档于2015-09-24）.
3. ↑  Dodgshun, Joe. . Otago Daily Times. 24 Jan 2012  [29 December 2012]. （原始内容存档于2015-09-24）.
4. ↑  . Southland Times. 15 Jul 2006  [29 December 2012]. （原始内容存档于2014年11月9日）.
5. ↑  . Treble Cone.   [29 December 2012]. （原始内容存档于2013-02-08）.
6. ↑  . Trip Advisor.   [29 December 2012].
7. ↑  BROOKE, JAMES. . New York Times. 22 December 2002  [29 December 2012]. （原始内容存档于2016-03-05）.
8. ↑  The Frodo Franchise, Kirstin Thompson (2007), Penguin Books, pp285-286 and p288.
9. ↑  Tourist airlines polish up on fuel efficiency, Shane Cowlishaw, Southland Times, 26 March 2010